# 1908 en Ontario
Chronologie de l'Ontario
- 1904
- 1905
- 1906
- 1907
- 1908
- 1909
- 1910
- 1911
- 1912

Cette page concerne des événements d'actualité qui se sont produits durant l'année 1908 dans la province canadienne de l'Ontario.

## Politique
- Premier ministre : James Whitney (Parti conservateur)
- Chef de l'Opposition: Alexander Grant MacKay (en) (Parti libéral)
- Lieutenant-gouverneur: William Mortimer Clark (en) puis John Morison Gibson (en)
- Législature: 11e (en) puis 12e (en)

## Événements

### Janvier
- 2 janvier : Ouverture de la monnaie royale canadienne à Ottawa.

### Juin
- 8 juin : les conservateurs de James Whitney remporte l'élection générale (en) pour une seconde majorité consécutive avec une plus grande siège de 86, tandis les libéraux d'Alexander Grant MacKay (en) continue de former l'opposition officielle en perdant quelque sièges et le travailliste Allan Studholme (en) est réélu facilement de sa circonscription de Hamilton-Est (en).

### Septembre
- 21 septembre : l'ancien député provincial John Morison Gibson (en) succède William Mortimer Clark (en) au poste de lieutenant-gouverneur.

### Octobre
- 26 octobre : le Parti libéral de Wilfrid Laurier remporte l'élection générale fédérale avec 133 candidats élus contre 82 candidats pour le Parti conservateur de Robert Borden (y compris 3 libéraux-conservateurs), 1 candidat indépendant, 1 travailliste et 1 conservateur indépendant. En Ontario, le résultat est de 37 libéraux, 46 conservateurs (y compris 1 libéraux-conservateur), 1 candidat indépendant et 1 conservateur indépendant.

## Naissances
- 7 février : Lela Brooks (en), patineur († 11 septembre 1990).
- 5 mars : Colin Emerson Bennett (en), député fédéral de Grey-Nord (1949-1957) († 30 avril 1993).
- 24 mars : Carl Klinck (en), historien de la littérature et universitaire († 22 octobre 1990).
- 7 avril : Percy Faith, chef d'orchestre, compositeur et orchestrateur († 9 février 1976).
- 24 octobre : John Tuzo Wilson, géophysicien et géologue († 15 avril 1993).
- 3 novembre : Bronko Nagurski, joueur de football († 7 janvier 1990).

## Décès
- 30 octobre : Thomas Greenway, premier ministre du Manitoba (° 25 mars 1838).
- 25 décembre : William McGuigan (en), maire de Vancouver (° 18 juillet 1853).